# 旧台南水道
旧台南水道（きゅうたいなんすいどう、繁体字中国語: 原臺南水道）、または山上水源地（さんじょうすいげんち）は、台湾台南市山上区にある日本統治時代に供用された取水場（水源地）と浄水場（浄水池）。現在は国定古蹟となっている。

## 概要
1895年より日本の統治が始まると、水道インフラ整備は台湾総督府における衛生事業の一部となった。旧台南水道は曽文渓から当時の台南市域に良質な飲料水を供給するためのもので1912年に台湾総督府が帝国議会での予算承認を経て10万人分の供給能力をもつ上水道建設が始まった。水源地は往時の弁公室（オフィス）、量水器室や送水、浄水施設、発電室が現存されているほか、設計・建設に従事した日本人技師浜野弥四郎の像、皇太子時代の裕仁親王が植樹したリュウキュウマツや老樹数十本が残されている。豊かな生態系が維持されている園内は水源地区と浄水池区に二分され、総面積56万7,801.25平方メートルに及ぶ。水源地区は36万7,124.25平方メートル、浄水地区は20万677平方メートル(p10)。
建築物や空間がもつ多くの特色は当時の水道インフラの施設や日本統治時代における公衆衛生事業の近代化過程を知ることができる教育施設としての機能も持ち合わせている。
| 曽文渓   |          |          |             |
| 密林区   | 密林区   | 密林区   | 水 源 地 区 |
| 博物館区 |          |          | 水 源 地 区 |
| 宿舎区   | 山上花園 | 山上花園 | 水 源 地 区 |
| 道路     |          |          |             |
| 敷地外   | 道路     | 敷地外   |             |
| 敷地外   | 道路     | 量水器室 | 浄水池区    |
| 敷地外   | 道路     | 浄水池室 | 浄水池区    |

## 沿革

### 日本統治時代
日本統治時代の1897年に台湾総督府衛生顧問となったスコットランド人お雇い技師のウィリアム・K・バートン（W. K. Burton）と、助手としてバートンの東京帝国大学講師時代に教え子だった日本人土木技師の浜野弥四郎が、台湾主要都市で風土病や伝染病を予防すべく上下水道インフラ整備のため各地の整備計画に従事し、台南でも水源、水質、実地調査が行われ、急速濾過方式による建設を具申した。
1912年、第28回帝国議会で台湾総督府の予算案が承認され、263万円の事業費を投じて事業が始動した。当初の工期は4年だったが第一次世界大戦の影響で資材価格が高騰、予算が433万円に増額、工期も7年延期されて1922年に竣工、10月31日に水の供給を開始した。計画供給能力は10万人で当時の台南州台南市の人口8万人を賄うには充分だった。（※着工前、明治44年の台南庁台南市の人口は約5.9万人）
|                                                      |              |
| 台南水道水源地平面図                                 | 台南市水道図 |
| いずれも台湾総督府民政部土木局《臺灣水道誌圖譜》より |              |

### 戦後
第二次世界大戦後に中華民国政府統治下となると、1949年に「台南市自来水管理処（略称：台南水廠、あるいは山上浄水廠）」となる。戦前に場内に設置されていた日本人専用ゴルフ場は台南県政府管理下で撤去され山上苗圃として使われている(p2-9)。烏山頭水庫や曽文水庫を水源とする取水、配水量増加に伴い加圧ポンプ室や配水管が1952年に増設され、1965年7月に潭頂浄水廠（現・新市区潭頂里）が完成すると、設備が古い当所からの機能移転がなされた。1974年に台湾自来水公司第六区管理処管轄となり、1982年まで現役で稼働を続けた。

#### 文化資産
2001年、現・文化部の前身となる行政院文化建設委員会で台湾歴史建築百景に選定。
2002年11月25日に当時の台南県の県定古蹟として登録され(p10)、2005年9月に内政部指定の国定古蹟へ格上げされた。
2007年に2期にわたる修復計画が始動、しかし所有する旧台南市、施設管理の自来水公司との調整がつかず、本格的な再生事業は2010年末の台南県市合併と直轄市昇格を待たねばならなかった。2011年に第1期の修復が完了し、浄水池エリアの見学が可能となった(p1-1)。
2010年、日本の土木学会選奨土木遺産にリスト入りした。
2014年9月4日、台湾自来水公司が建築物の財産権を台南市政府に寄贈。市は予算編成を経て修復、保存に着手。
2016年2月の台湾南部地震で水源地の建築物が被害を受けたが、再始動した修復計画を経て2019年秋に博物館として再生される。

## 構成

### 水源地

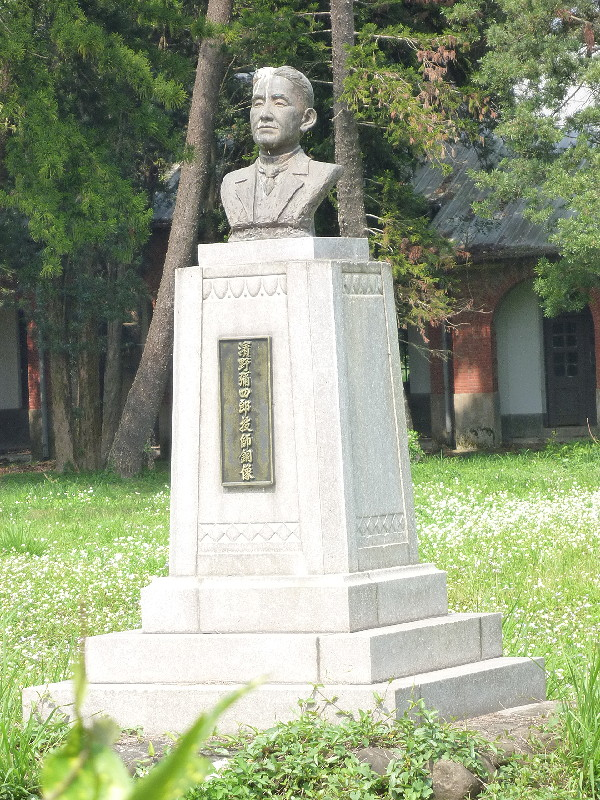
浜野弥四郎像

山上区山上里16号の曽文渓南岸。面積は約22ヘクタール(p2-3)。飲料水の水源として長年開発が規制されてきたため、手つかずの自然が残り、様々な動物、昆虫にとっての絶好の棲息地となっている。水源地の正門には台南水道設計に携わった浜野弥四郎の像があり、浜野の台湾に対する貢献を偲ぶことができる。

#### 密林区
台南水道最北端に位置し、曽文渓左岸に面している。取水口に近いため開発が禁じられ生態系が維持されている。そのためここではズグロミゾゴイ、モズ、蛍、蝶などの動物、オキナグサ、蓮などの植物を観賞することができる(p2-7)。

#### 博物館区
2016年3月に水源地の修復と博物館しての再生を図る第2期の事業が始動、2018年末に博物館としてリニューアルオープンする予定だったが(p1-1)、入札不調が重なったため、2019年10月10日に山上花園水道博物館として開館。自来水博物館としては台北市の旧台北水道に次いで国内2例目となる。
濾過器室と水道弁公室（濾過器室與水道辦公室）
急速濾過室はイギリス積みによる赤レンガの西洋建築。壁体内部は棒鋼で補強されているため、幾度かの災害を経ても原状を留めている。室内は14基のドイツ製急速濾過槽が配置されている。L字型で建築面積は約1,310平方メートルの煉瓦平屋建て(p2-8)。
送水ポンプ室（送出唧筒室）
建築面積は約510平方メートルの平屋建て。内部は煉瓦、外部は鉄筋コンクリートの梁と柱が用いられている。屋根は木造(p2-8)。
急速濾過室（快濾池室）
建築面積は約102平方メートルの地上一階、地下一階。1952年に増築された木造建築物(p2-8)。
浜野弥四郎像
台南水道実地調査時に部下だった八田與一は浜野の功績を称えようと台南水道の山上水源地に銅像を設置を呼びかけ、1921年に建立されたが(p50)、第二次世界大戦中に金属供出令により撤去されている(p80)。その後、水源地を訪問した台南の実業家で奇美実業創業者の許文龍は像の不在を嘆き、浜野の胸像を製作、水源地に寄贈している。

#### 山上花園
水源地内最南端の公園。約12.7ヘクタール(p2-4)。
正門と駐車場を備える。上述の皇太子による植樹はここで行われた。戦前はゴルフ場、戦後は苗圃、2016年に台南市政府農業局により山上花園となった(p2-9)。

#### 宿舎区
水源地区南西角にあり敷地全体は1.3ヘクタールで3棟の職員宿舎があった。現在修復工事中。駐車場が併設されている(p2-10、2-11)。

### 浄水池

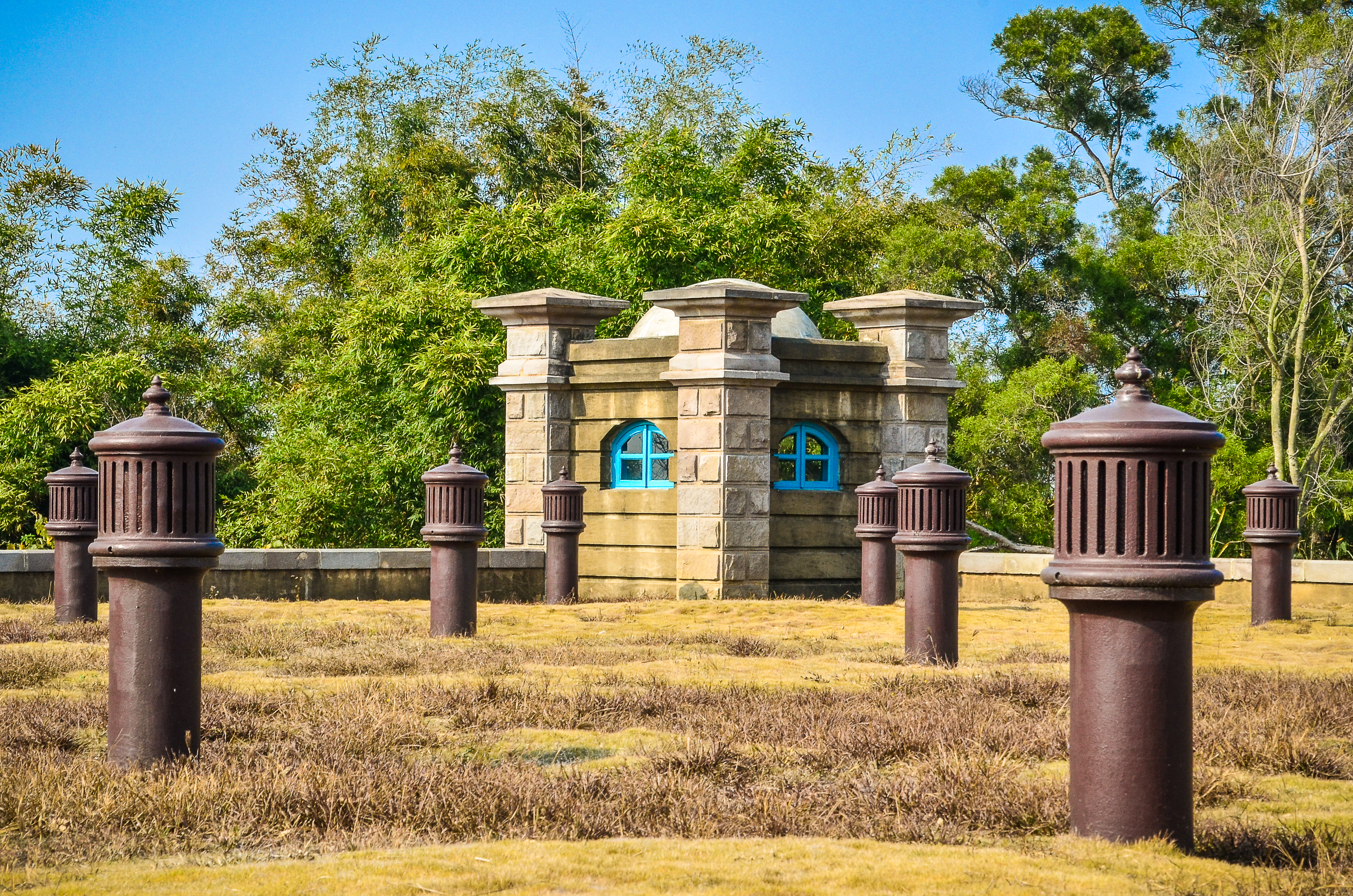
土で覆われ、植樹された浄水池の地上面は鋳鉄製の通気管が整然と配されている。

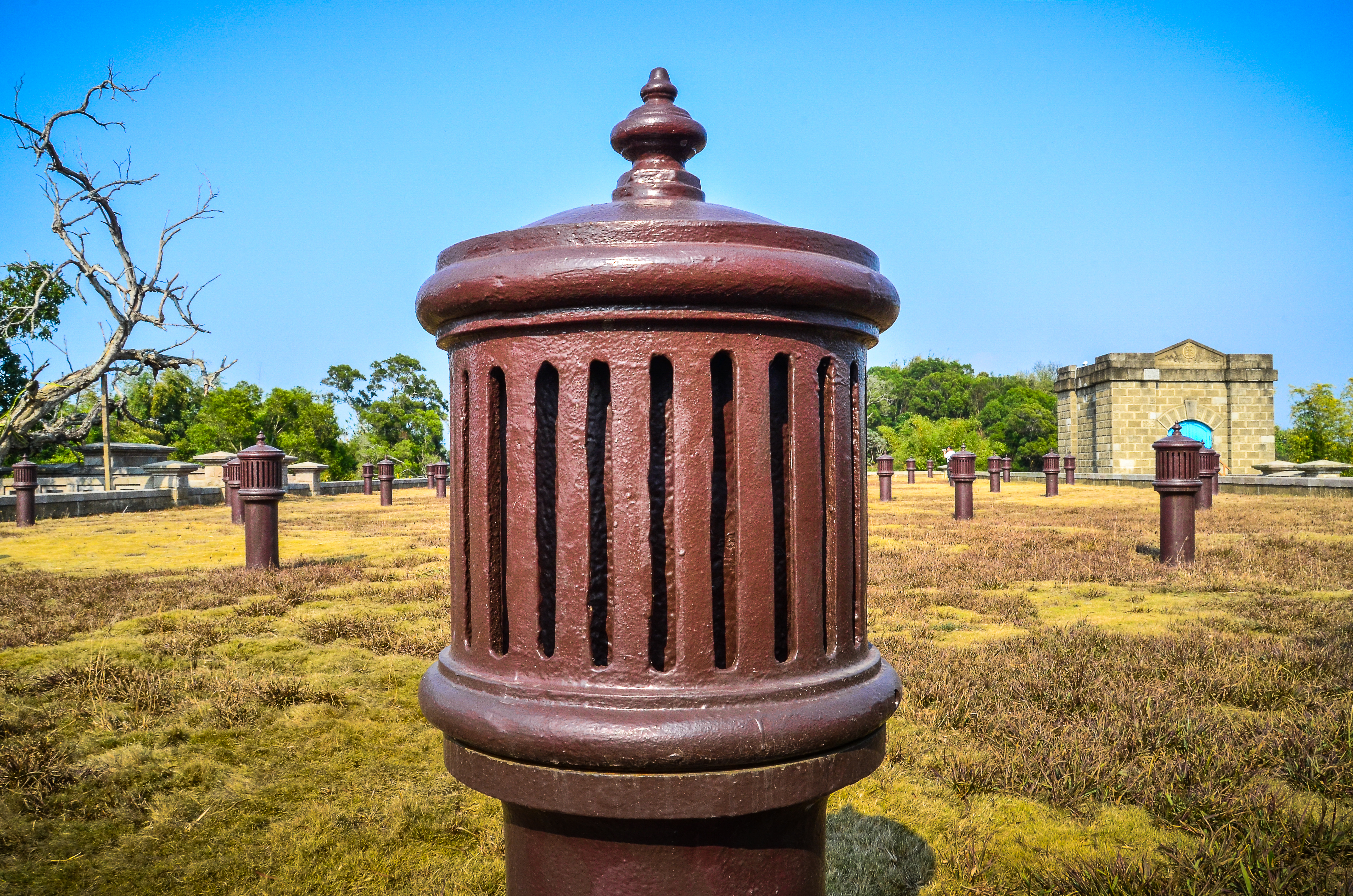
鋳鉄製の通気管。

別名「山仔頂浄水池」とも。山上区新荘里新荘59之18号の小高い丘にあり、水源地からは約1km離れている。面積は約20ヘクタール(p2-3)
2013年に修復工事が完了した。蝙蝠が棲息し、その生態を見学するガイドツアーが有料で開催されている。2011年から一般開放され見学が可能。

#### 量水器室
(p2-13)
1922年竣工の赤煉瓦と鉄筋コンクリート混合建築。24平方メートルの平屋建て。旅客諮詢中心（ビジターセンター）として使われている。

#### 浄水池室
(p2-13)
1952年に増強された施設。地下に65メートルx28メートルx深さ5メートル、1,820立方メートルの水槽がある。屋外の外周は天然石と人造石の2種を組み合わせた塀で囲われ、トーチカ形状の鋳鉄製通気管が地表から露出している。淨水池室自体の建物はそれほど大きくはない。現在は蝙蝠生態保育室として使われている。

## アクセス
大台南公車（興南客運運行）水源地下車
- 緑10：新化站 - 山上
- 緑11：善化転運站（台鉄善化駅） - 山上 - 新化站
- 緑2：新化站（中国語版） - 台鉄新市駅 - 善化転運站（台鉄善化駅）- 玉峯里

### 註釈
1. ↑  戦前：台南水道、戦後：山上浄水廠
2. ↑  当時は台湾省自来水公司
3. ↑  文化部文化資産局では英国製と記されている。